# Pakt der Rache
Pakt der Rache (Originaltitel: Seeking Justice) ist ein US-amerikanischer Action-Thriller von Roger Donaldson aus dem Jahr 2011 mit Nicolas Cage in der Hauptrolle.

## Handlung
Der Film beginnt mit einem Mann, der offensichtlich einem Journalisten ein Interview gibt. Er erklärt, dass er seines Lebens nicht mehr sicher sein könne, wenn er die Machenschaften seiner Organisation ans Tageslicht brächte. Kurz danach wird dieser Mann in seinem Auto mit einem Geländewagen von der Dachetage eines Parkhauses gestoßen und stirbt dabei.
Der High-School-Lehrer Will Gerard führt mit seiner Ehefrau Laura eine glückliche Beziehung in New Orleans. Eines Abends wird Laura auf dem Heimweg von ihrer Arbeitsstelle von einem Unbekannten geschlagen und vergewaltigt. Im Krankenhaus wartet Will zusammen mit seinem besten Freund Jimmy, der an der Rampart High School sein Chef ist, auf Nachrichten über den Gesundheitszustand seiner Frau. Nachdem Jimmy gegangen ist, wird Will von einem Fremden angesprochen, der sich ihm als „Simon“ vorstellt. Simon erzählt ihm, dass er einer Organisation angehöre, die sich „der Gerechtigkeit“ verschrieben habe. Die Mitglieder könnten, falls Will dies wünsche, sich um den Täter „kümmern“ – ganz ohne Gerichtsverfahren. Danach schulde Will ihnen nur ab und zu mal einen kleinen Gefallen. Es handle sich dabei um Dinge wie etwa eine Überwachungskamera zu einem bestimmten Zeitpunkt abzuschalten und dergleichen. Nach anfänglichem Zögern geht Will auf den Vorschlag ein, und Lauras Vergewaltiger wird getötet.
Sechs Monate später erhält Will von Simon den Auftrag, den Kinderpornografen Leon Walczak zu töten. Anschließend sei die Organisation mit ihm quitt, und er werde in Ruhe gelassen. Man versichert ihm, dass die Überwachungskameras am Tatort ausgeschaltet seien und es wie Selbstmord aussehen würde. Zunächst weigert er sich. Aber nachdem Mitglieder der Organisation ihn unter Druck gesetzt haben und in seine Wohnung eingedrungen sind, geht er zum vorgesehenen Tatort und spricht Walczak dort an. Dieser greift ihn an, und im anschließenden Handgemenge stürzt Walczak ohne Wills Zutun über ein Geländer in den Tod. Will wird verhaftet, weil eine der Überwachungskameras im Umfeld des Tatorts doch nicht ausgeschaltet war und die Aufnahme ihn zumindest indirekt belastet.
Zu seiner Überraschung erfährt Will, dass der angebliche Verbrecher Leon Walczak in Wirklichkeit der investigative Journalist Alan Marsh war. Lieutenant Durgan, ein Polizist, der Teil der Organisation ist, lässt Will entkommen. Dieser befindet sich nun auf der Flucht vor der Polizei und der Organisation. Er findet heraus, dass Marsh der Organisation auf der Spur war – und damit auch den Grund, warum er ihn töten sollte. Will nimmt mit Laura Kontakt auf und warnt sie. Nachdem sie unter einem Vorwand von Mitgliedern der Organisation in ein Auto gelockt wird, kann sie durch Einsatz von Pfefferspray entkommen.
Nach weiteren Recherchen, bei denen Will sogar in die Redaktion von Marshs Zeitung, der New Orleans Post, eindringt, entdeckt er Beweismaterial. Auf dem Boot von Marsh, das in einer Garage steht, findet er eine CD. Darauf ist ein Interview, das Marsh mit einem Mitglied der Organisation geführt hat und aus dem hervorgeht, dass diese Organisation unter der Führung von Simon außer Kontrolle geraten ist, und nicht mehr nur Selbstjustiz gegen Vergewaltiger, Mörder und Kinderschänder ausübt, sondern gegen jeden, den Simon für nicht mehr lebenswert hält. Will erkennt anhand der Fotos auf der CD, dass sogar sein Freund Jimmy in die Machenschaften der Organisation verwickelt ist. Er fährt zu Jimmy und stellt ihn zur Rede. Auch Jimmy, dessen Bruder ermordet worden ist und für den die Organisation den Täter ausfindig gemacht hat, muss nun Gegenleistungen erbringen.
Hinter dem Decknamen Simon verbirgt sich Eugene Cook, einer der Polizisten, die Will den Mord an Marsh anhängen wollten. Will nimmt Kontakt mit Simon auf. Im Austausch gegen Marshs CD soll ihm Simon in einem Stadion die Aufzeichnung der Überwachungskamera geben, die seine Unschuld an Marshs Tod beweist. Inzwischen gelingt es Jimmy, Laura ausfindig zu machen und in seine Gewalt zu bringen. Im Stadion trumpft Simon mit Laura als Geisel auf. Simon hat sie von Jimmy in ein verlassenes Einkaufszentrum bringen lassen. Nachdem Simon Will die CD weggenommen hat, will er ihn und Laura beseitigen lassen. Als sein Helfer Laura erschießen will, wird dieser von Jimmy erschossen.
In einem dramatischen Showdown tötet Simon Jimmy, der das ungerechte Spiel nicht mehr mitmachen will. In dem Tumult kann Laura eine Schusswaffe in ihren Besitz bringen und wegrennen. Will wird im Zweikampf mit Simon schließlich von diesem mit einer Pistole bedroht. Da taucht Laura auf und erschießt Simon.
Lieutenant Durgan schlägt vor, den Fall so aussehen zu lassen, als ob sich Jimmy und Simon bei einer Auseinandersetzung gegenseitig erschossen hätten. Schließlich taucht auch das Video auf, das beweist, dass Will nicht die Schuld an Marshs Tod trägt. Will übergibt Marshs Beweismaterial an einen Journalisten, der Marshs Recherchen fortführen will. Dieser verabschiedet sich von Will mit den Worten: „Der hungrige Vogel greift an“, dem Code der Organisation. Es ist nicht klar, auf wessen Seite er steht.

## Hintergrund
- Im englischsprachigen Raum wurde der Filmtitel Seeking Justice auch als The Hungry Rabbit Jumps („Das hungrige Kaninchen springt“) bekannt, was ein bekanntes Schlüsselzitat des Films darstellt. In der deutschen Synchronisation wurde dieser Satz in „Der hungrige Vogel greift an“ geändert. Eine Selbstjustizorganisation, deren Gerechtigkeitsempfinden aus dem Ruder läuft, war bereits Thema des Spielfilms Ein Richter sieht rot.

- Bei geschätzten Produktionskosten von etwa 17 Millionen[2] US-Dollar wurden an den Kinokassen weltweit rund zwölf Millionen US-Dollar eingespielt.[3]

- Kinostart in den USA (mit eingeschränkter Veröffentlichung an ausgewählten Standorten) war am 16. März 2012. In Deutschland erschien der Film am 1. Juni 2012 auf DVD und Blu-ray.

## Synchronisation
| Rolle             | Darsteller         | Synchronsprecher |
| ----------------- | ------------------ | ---------------- |
| Will Gerard       | Nicolas Cage       | Martin Keßler    |
| Laura Gerard      | January Jones      | Natascha Geisler |
| Simon             | Guy Pearce         | Manou Lubowski   |
| Jimmy             | Harold Perrineau   | Oliver Mink      |
| Trudy             | Jennifer Carpenter |                  |
| Lieutenant Durgan | Xander Berkeley    | Claus Brockmeyer |

## Kritiken
„Weitgehend spannender, wenn auch nicht immer schlüssig erzählter Thriller über den schmalen Grat zwischen Verzweiflung, Rache, Selbstjustiz und Kurzschlusshandlung. Überzeugend Guy Pearce in der Rolle des eiskalten Drahtziehers.“

„Alles in allem ist Donaldsons neuer Film ein solide und handwerklich gut gemachter Thriller, der unterhalten kann. Durchschnitt. Zu einem außergewöhnlichen Streifen, der in Erinnerung bleibt, reicht es indes nicht, dafür fehlen einfach die Überraschungsmomente.“

## Auszeichnungen
- Goldene Himbeere 2013: Nominierung in der Kategorie Schlechtester Schauspieler für Nicolas Cage (zusammen mit seiner Darstellung in Ghost Rider: Spirit of Vengeance).